# Jerzy Adamski (polityk)
Jerzy Adamski (ur. 22 kwietnia 1951 w Tomaszowie Mazowieckim) – polski polityk, prezydent Tomaszowa Mazowieckiego (1998–2001), senator III, IV i V kadencji.

## Życiorys
Po ukończeniu Technikum Mechanicznego w Tomaszowie Mazowieckim (1971) podjął pracę jako ślusarz w Mazowieckich Zakładach Przemysłu Wełniarskiego „Mazowia” w Tomaszowie Mazowieckim; odbył służbę wojskową (1972–1974), następnie pracował w Zakładach Włókien Chemicznych „Chemitex-Wistom” w Tomaszowie. Od 1979 był instruktorem w Miejskim Ośrodku Ideologicznym Komitetu Miejskiego PZPR. W 1983 ukończył studia zaoczne na Wydziale Ekonomiczno-Socjologicznym Uniwersytetu Łódzkiego. W latach 1982–1997 zajmował stanowisko kierownika Urzędu Stanu Cywilnego w Tomaszowie Mazowieckim.
W 1990 i 1994 uzyskiwał mandat radnego miejskiego Tomaszowa Mazowieckiego, a od 1998 do 2001 był prezydentem miasta. Z ramienia Sojuszu Lewicy Demokratycznej w 1993 i 1997 uzyskiwał mandat senatora z województwa piotrkowskiego. W 2001 po raz trzeci został wybrany do Senatu w okręgu piotrkowskim. W parlamencie był m.in. przewodniczącym Komisji Regulaminowej, Etyki i Spraw Senatorskich oraz sekretarzem Klubu Senatorskiego SLD-UP „Lewica Razem”. We władzach SLD pełnił m.in. funkcję przewodniczącego rady powiatowej w Tomaszowie Mazowieckim oraz członka władz regionalnych i krajowych tej partii. W 2005 nie został ponownie wybrany. W 2014 zajął przedostanie, 5. miejsce w wyborach na prezydenta Tomaszowa Mazowieckiego. Nie uzyskał wówczas także mandatu w radzie miasta
Żonaty, ma córkę.